# 美村あきの
美村 あきの（みむら あきの、1958年〈昭和33年〉7月2日 - 2018年〈平成30年〉7月30日）は、日本の漫画家。東京都出身。本名は岡島 和子（おかじま かずこ）。愛称は minmin。

## 来歴
1977年2月、『わたしの理想のあなたサマ』（『別冊少女フレンド』1997年3月号）でデビュー。以降、『別冊フレンド』を中心に作品を発表。1990年の『海はささやく』でレディースものに初挑戦し、以後『mimi』・『BE・LOVE』などにも作品発表の場とする。代表作に『セント=ブラウンの童話』、『すくうるでいず』、『伝説の少女』などがある。
ペンネームの由来は、『ポーの一族』シリーズの『ポーの村』の「美しい村」から来ている。
自他認める酒豪で、幽霊の存在を信じるタイプであった。『だれかいる』という、怪談をテーマとしたエッセー漫画も描いている。
2018年7月30日、乳癌により死去。

## 作品

### 単行本リスト
- チョコクッキーの贈り物（講談社、別冊フレンドKC、1978年2月）
- マリエ館37号室（講談社、別冊フレンドKC、1978年8月）
- セント=ブラウンの童話（講談社、別冊フレンドKC、1979年、全2巻）
- 放課後の時間割（講談社、別冊フレンドKC、1980年2月） - 1994年に講談社コミックスBDXで新版
- すくうるでいず（講談社、別冊フレンドKC、1980-1981年、全4巻） - 1998年にKCデラックスで新版
- 星空の海賊たち（講談社、別冊フレンドKC、1982年、全2巻）
- まじかる音符（講談社、別冊フレンドKC、1983年、全2巻）
- 白薔薇ろまん（講談社、別冊フレンドKC、1984年8月） - 2022年5月電子版（クイーンズセレクション）大洋図書
- 夢一夜 まいぼーい神話（講談社、別冊フレンドKC、1985年4月）
- 瑠璃色ふぁんたじあ（講談社、別冊フレンドKC、1985年11月）
- SHE'Sキャサリン（原作：山口芙美子、講談社、別冊フレンドKC、1986年、全2巻）
- 銀色の雨が好き（講談社、別冊フレンドKC、1987年12月）- 2022年6月電子版（クイーンズセレクション）大洋図書
- さよならの少女たち（講談社、別冊フレンドKC、1988年12月）- 2022年6月電子版（クイーンズセレクション）大洋図書
- 100年のライラ（原作：名木田恵子、講談社、少女フレンドKC、1990年、全2巻）
- ラヴァーソウル（講談社、MeKC、1992年1月）- 出版社：ビーグリーより電子版2017年12月
- ラヴァー・ソウル（大洋図書、クイーンズセレクション、2022年7月）上記の電子版
- 楽園は眠らない（講談社、MeKC、1992年8月）- 2022年5月電子版（クイーンズセレクション）大洋図書
- SOHJI-幕末剣命伝-（原作：滝直毅、講談社、mimiKC、1993年2月）
- 高校教師・野原夢子の恋（講談社、MeKC、1993年、全2巻）- 電子版
- 伝説の少女（原作：明石典子、講談社、BE･LOVEKC、1995-1999年、全11巻）
- ヘルメス—愛は風の如く - アフロディーテの愛（幸福の科学出版、1997年7月7日） - 中国語 台湾版、インドネシア語版、タイ語版の翻訳版が発刊される。
- きみと風になる 『コミック・エンゼルズ』（幸福の科学出版、2001年11月21日）ISBN 978-4-87688-355-4
- ヘルメス—愛は風の如く - 強敵との死闘（幸福の科学出版、2003年9月27日） - 同上
- ライフ・ライン―医療少年院・看護師と院生の絆（原作：江川晴、秋田書店、全2巻）

1. 2005年11月28日[8]、ISBN 978-4-253-10527-9
2. 2006年6月28日[9]、ISBN 978-4-253-10528-6

- 翔べない翼―「象の背中」あの人の面影（原作：秋元康、秋田書店、書籍扱いコミックス、2007年10月26日[10]）ISBN 978-4-253-10590-3

### その他作品
講談社
- わたしの理想のあなたサマ（別冊少女フレンド1977年3月号）デビュー作
- 涙がこぼれるあいつの笑顔（別冊少女フレンド1977年5月号）
- やさしい夏のかたすみで（別冊少女フレンド1977年7月号）
- あいつとわたし（ラブリーフレンド1977年7月号）
- ハッピークッキーひとかけら（別冊少女フレンド1977年9月号）
- 初恋時代（ラブリーフレンド1977年9月号）
- スイートクッキー・ラブ（別冊少女フレンド1977年10月号）
- チョコクッキーの贈り物「シリーズおかし物語」最終回（別冊少女フレンド1977年11月号）
- 雪の朝カボチャがきえた（別冊少女フレンド1978年1月号）
- 水色の街（ラブリーフレンド1978年7月号）ポエム
- 黒猫館の午後のお茶会（別冊少女フレンド1979年9月号）
- シーサイドランデブー（別冊少女フレンド1981年9月号）
- お花畑で恋をして（マイフレンド 1982年ウインター・スペシャル -1982年昭和57年1月）
- まばたき伝説（別冊少女フレンド　1982年9月号）
- ジンジャー・キッス（別冊少女フレンド1982年11月号）
- 紅もえて（Me-twin 1991年3月号）

### 挿絵・イラスト・表紙画
- 中島かほり『思いっきりときめきガール』 (講談社X文庫―ティーンズハート) 1987年4月、ISBN 978-4-06-190089-9
- 中島かほり『コタローくんはとっておき』 (講談社X文庫―ティーンズハート) 1987年8月、ISBN 978-4-06-190118-6
- 宮原ゆう『LA(エルエー)プリンセス』 (講談社X文庫―ティーンズハート) 1988年7月、ISBN 978-4-06-190197-1
- 中島かほり『とびっきり好きなヒトみつけた』 (講談社X文庫―ティーンズハート) 1989年4月、ISBN 978-4-06-190290-9
- 清水美季『CATCH!(キャッチ)―夢をつかんで』 (講談社X文庫―ティーンズハート) 1991年7月、ISBN 978-4-06-198540-7
- 漫画雑誌『別冊少女フレンド』表紙画、1979年1月号[11]、1979年10月号[12]、1980年4月号[13]、1980年10月号[14]、1981年1月号[15]、1981年4月号[16]、1981年9月号[17]、1981年10月号[18]、1982年2月号[19]、1982年9月号[20]

### エッセイ
- 夜更けのおつまみ（ポプラ社 ポプラ文庫、2020年3月）ISBN 978-4-591-16634-5

31名の人気クリエイターが語るエッセイ集